# Via delle Seggiole
Via delle Seggiole è una strada del centro storico di Firenze, che va da via Ghibellina alla piazzetta Piero Calamandrei, incontrando a circa metà del tracciato via de' Pandolfini (canto de' Bastai). 

## Storia
Precedentemente il primo tratto era detto via dei Bastai e de' Rittafé, dal nome della famiglia che possedeva il palazzo posto in angolo con via de' Pandolfini, il secondo via della Loggia degli Albizi, per la presenza della loggia della famiglia che sorgeva nella piazzetta Piero Calamandrei. 
L'attuale denominazione appare solo nel XVIII secolo e rimane ancora oggi di non chiara motivazione. Potrebbe essere esistito qui un laboratorio che costruiva e impagliava sedie, oppure potrebbe essere un riferimento alla panca di via del palazzo dei Muriccioli (che era detta anche "seggetta da via"; poi rimossa).
È noto un progetto di riduzione redatto negli anni cinquanta dell'Ottocento dall'architetto Felice Francolini con la collaborazione dell'ingegnere Michelangelo Maiorfi (numerosi disegni sono al proposito conservati nell'archivio disegni del Comune di Firenze), finalizzato ad ampliare via delle Seggiole e a regolarizzare tutto il prospetto su questa strada, tuttavia non attuato, anche perché avrebbe comportatola riduzione degli edifici storici sul lato destro.

## Descrizione

### Edifici
| Immagine | N°   | Nome                   | Descrizione |
| -------- | ---- | ---------------------- | --- |
|          | 1    | Palazzo Borghese       | Il grande palazzo fu eretto per la famiglia patrizia dei Salviati nel Quattrocento. Passò ai Borghese in seguito al matrimonio alla fine del Settecento fra Anna Maria Salviati ed il principe romano Marcantonio IV Borghese. Il figlio della nobile coppia, Camillo Borghese, il cui stemma campeggia sulla facciata, fu sposato, seppure per un breve lasso di tempo, alla sorella di Napoleone, Paolina Bonaparte, con la quale visse sporadicamente in città. Dopo la separazione e la caduta dell'Impero, il Principe Camillo tornò a Firenze e fece ristrutturare il palazzo da Gaetano Baccani (1822), con grande profusione di mezzi. |
|          | 2    | Casa con tabernacolo   | L'edificio, in angolo con via Ghibellina, è segnalato nel repertorio di Bargellini e Guarnieri in ragione di un restauro (effettuato nei primi anni settanta del Novecento e segnalato dalla Soprintendenza ai Monumenti per il premio Marchi) che, al piano terreno, ha portato in luce alcune strutture di una casa trecentesca, nel Cinquecento documentata come della famiglia Bruni (Ermini-Sestini). Su lato di via delle Seggiole, in prossimità della cantonata, è una edicola che conserva un pregevole stucco policromo raffigurante la Madonna col Bambino benedicente, riferibile a manifattura fiorentina tardo quattrocentesca e probabilmente derivato da un modello della bottega di Desiderio da Settignano. |
|          | 4    | Palazzina              | è possibile il basso edificio di un solo piano in angolo con via Pandolfini fosse anticamente una loggia, o comunque un fondo mercantile, collegato ad altri contigui in questa zona. Il piano terra infatti presenta alcune aperture centinate a distanze regolari, meglio apprezzabili su via Pandolfini, dove resta anche un arco in bozze di pietra, databile forse al XV o XVI secolo. Sopra all'edificio si sviluppa la terrazza della palazzina attigua. |
|          | 4A   | Palazzo dei Muriccioli | Il palazzo fu eretto presumibilmente nella seconda metà del Quattrocento su antiche case dei Bastai Rittafé, in angolo tra via de' Pandolfini e via delle Seggiole (canto de' Bastai), quindi ampliato nel Cinquecento quando fu residenza di Bartolomeo Concini, primo segretario e confidente di Cosimo I. Dopo vari passaggi di proprietà, fu assegnato nel 1732 al marchese Francesco e al cavalier Luca Casimiro dei Medici Tornaquinci". Nell'insieme il disegno della facciata rimanda a modi propri dell'architettura della seconda metà del Quattrocento, con la cantonata a bozze rustiche e le finestre incorniciate da bozze rilevate. A meglio caratterizzare il palazzo era inoltre la presenza di un "muricciolo a guisa di panca", "che fu tolto anni fa con danno all'armonia generale della fabbrica" . Da questa presenza la tradizionale denominazione del palazzo come dei Muriccioli. |
|          | s.n. | Palazzo Bastai Rittafé | Il palazzo fu eretto dai Bastai Rittafé e fu di proprietà dei Niccolini e quindi dei Libri. Sicuramente nella prima metà del Settecento era stato unito alle proprietà dei Galli Tassi che abitavano l'omonimo palazzo al n. 20. Alla morte dell'ultimo membro di questo ramo della casata, Angiolo Galli Tassi (1792-1863), la casa passò per lascito ereditario agli Ospedali Toscani e quindi utilizzata negli anni di Firenze Capitale, dopo importanti interventi di trasformazione assieme al palazzo principale, come sede, in affitto, del Ministero dell'Agricoltura Industria e Commercio. Successivamente la proprietà fu frammentata fino a che questa porzione venne acquistata dal Comune di Firenze. Questo ne curò il restauro riportandola a una ideale forma tre quattrocentesca, estendendo l'ultimo piano ai tre assi. A rendere ancora più plausibile la piacevole finzione, furono poi posizionati numerosi ferri da facciata, dagli erri ai ferri portabandiera, fino a inserire sulla cantonata una vistosa lumiera in ferro battuto, ben poco consona alle forme eleganti ma modeste documentate dal cabreo prima citato. Attualmente il palazzo è sede della Ludoteca Musicale del Comune di Firenze. |
|          | 6    | Palazzetto             | Affacciato sulla piazzetta Calamandrei, è ricordato nel repertorio Bargellini-Guarnieri come "un palazzetto ben tenuto dagli attuali proprietari". A questo edificio dovevano appartenere le antiche rimesse lungo via delle Seggiole, individuabili nell'arco ribassato con cornice in pietra che dà accesso anche a un piccolo cortile murato. In questo tratto della strada si trovano anche altre aperture simili, a determinare il carattere degli accessi secondari e delle stalle dei palazzi affacciati su via de' Pandolfini o su borgo Albizi. |

### Tabernacoli

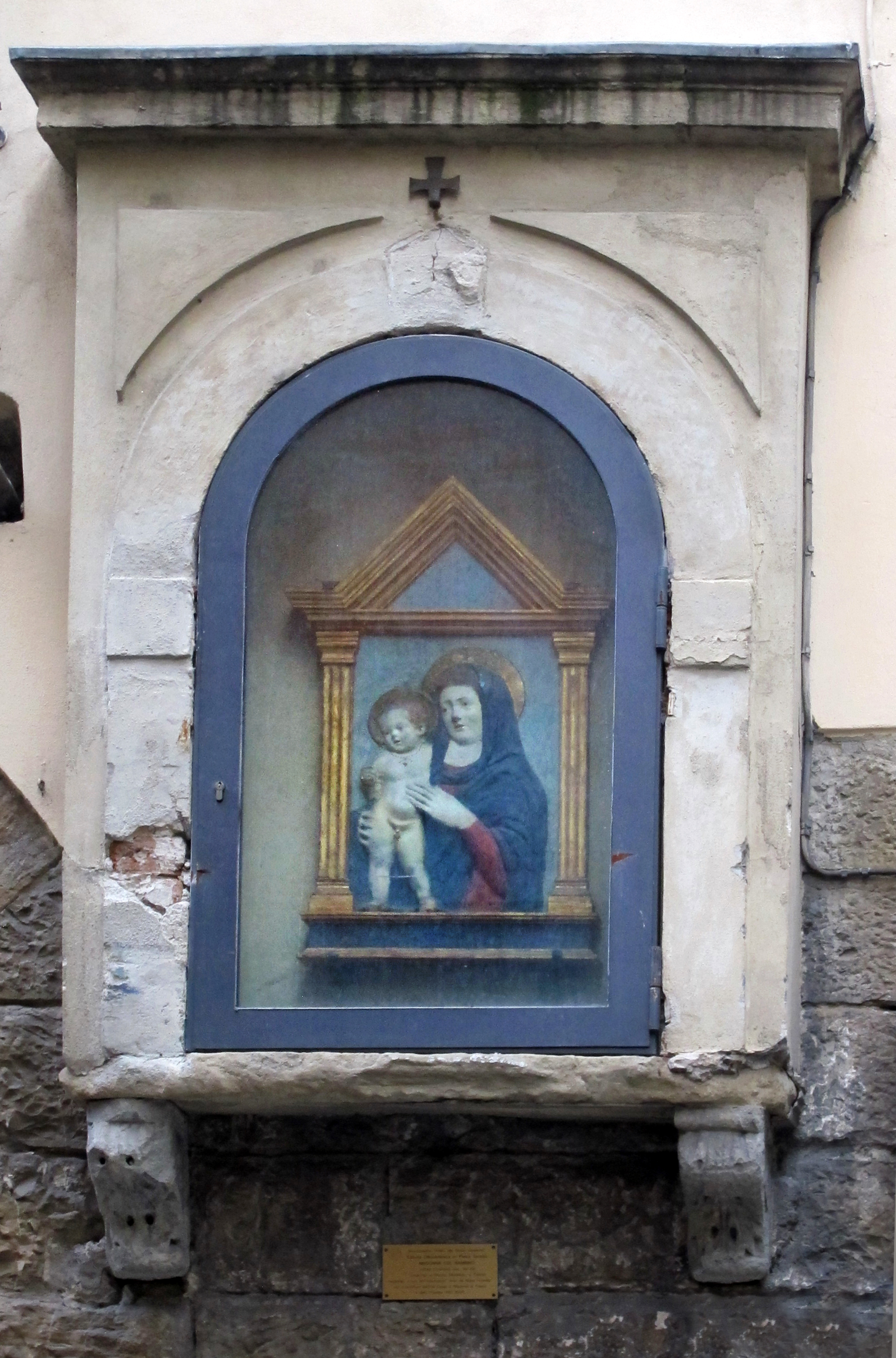
Il tabernacolo

In prossimità della cantonata con via Ghibellina, è un'edicola quadrangolare con il vano centinato, di manifattura ottocentesca ma poggiante su di un davanzale sorretto da due mensole antiche, che conserva uno stucco policromo raffigurante la Madonna col Bambino benedicente, riferibile a manifattura fiorentina tardo quattrocentesca o cinquecentesca, e probabilmente derivato da un modello della bottega di Desiderio da Settignano. L'insieme, già restaurato nel 1997 dalla ditta P.T. Color per interessamento dei residenti nella casa e poi rimosso per ragioni di sicurezza, è stato nuovamente fatto oggetto di un intervento nel 2004 per le cure degli Amici dei Musei Fiorentini con il contributo dell'Ente Cassa di Risparmio di Firenze, e ricollocato nella sua sede originaria.